# Rory Calhoun
Rory Calhoun, född 8 augusti 1922 i Los Angeles, Kalifornien, död 28 april 1999 i Burbank, Kalifornien, var en amerikansk skådespelare. Calhoun som filmdebuterade 1944 medverkade på 1950-talet som birollsaktör i större filmproduktioner och huvudrollsinnehavare i många lågbudgetfilmer. Han var verksam inom film och TV fram till 1993 och har tilldelats två stjärnor på Hollywood Walk of Fame.

## Filmografi, urval
- 1947 – Röda husets hemlighet
- 1951 – I nöd och lust
- 1951 – Vi ses i Miami
- 1953 – Hur man får en miljonär
- 1954 – Floden utan återvändo
- 1957 – Den stora kuppen
- 1961 – Kolossen på Rhodos